# Joan Coma
Joan Coma Sararols (ur. 1877, zm. 1959) – hiszpański działacz sportowy.
Coma pełnił funkcję prezesa klubu piłkarskiego FC Barcelona, lecz jedynie w kwestiach administracyjnych, bez uprawnień decyzyjnych od 10 lipca do 17 grudnia 1925. Pełnoprawnym, 20. prezesa tego klubu został 20 grudnia 1931, kiedy to przejął stanowisko po Antonio Oliverze. Coma musiał zmierzyć się z problemami finansowymi spowodowanymi nową polityką podwyżek płac dla członków pierwszego zespołu i zmianami politycznymi w Hiszpanii, które doprowadziły do spadku zainteresowania piłką nożną. Za jego kadencji odeszło wielu kluczowych graczy zespołu, m.in. Josep Samitier, co w połączeniu z coraz słabszymi wynikami sportowymi doprowadziło do niezadowalania kibiców i odejścia niektórych członków zarządu. 16 lipca 1934 zrezygnował ze stanowiska, a jego następcą został Esteve Sala.